# 池田博之
池田 博之（いけだ ひろゆき、1960年10月9日 - ）は、日本の実業家。近畿大阪銀行代表取締役社長や、りそな銀行代表取締役副社長、東洋テック代表取締役社長、関西経済同友会代表幹事、2025年日本国際博覧会協会副会長等を歴任。

## 人物・経歴
福岡県生まれ。熊本県立熊本高等学校山岳部出身。1983年横浜国立大学経営学部卒業、同年大和銀行入行。2007年りそな銀行執行役員奈良地域担当兼奈良営業本部長。2009年りそな銀行常務執行役兼埼玉りそな銀行取締役兼りそなホールディングス執行役。2010年近畿大阪銀行代表取締役副社長。2011年近畿大阪銀行代表取締役社長兼りそなホールディングス執行役。2013年近畿大阪銀行取締役会長兼りそな銀行代表取締役副社長兼執行役員西日本担当統括。2014年近畿大阪銀行取締役。2015年埼玉りそな銀行取締役。2017年りそな銀行取締役副会長。2018年からりそな銀行副会長 及び関西経済同友会代表幹事 を務め、2025日本万国博覧会誘致委員会副会長も務め、2025年万国博覧会の大阪招致構想などに取り組んだ。2019年、2025年日本国際博覧会協会副会長。2020年東洋テック代表取締役社長。2021年エレコム取締役。